# Strobilochelifer spinipalpis
Strobilochelifer spinipalpis är en spindeldjursart som först beskrevs av Vladimir V. Redikorzev 1918.  Strobilochelifer spinipalpis ingår i släktet Strobilochelifer och familjen tvåögonklokrypare. Inga underarter finns listade i Catalogue of Life.